# Raimond-Bérenger IV de Barcelone
Pour les articles homonymes, voir Raimond et Bérenger.
Raimond-Bérenger IV de Barcelone (en catalan : Ramon Berenguer IV), dit le Saint « el Sant » (né en 1113 à Barcelone - mort le 6 août 1162 à Borgo San Dalmazzo, Italie), est un comte de Barcelone, de Gérone, d'Osona et de Cerdagne, de 1131 à sa mort.
Son règne marque un renforcement sans précédent du pouvoir des comtes de Barcelone. À la suite de son mariage avec l'héritière du royaume d'Aragon, Pétronille, prévu par les accords matrimoniaux de Barbastro (es), en 1137, Raimond-Bérenger IV assura l'union de ses domaines propres et du royaume d'Aragon : il porta le titre de « prince » d'Aragon et de comte de Ribagorce à partir de 1137.
À la mort de son frère, le comte de Provence Bérenger-Raimond, il assure la tutelle de son neveu, Raimond-Bérenger. Il est pour cette raison parfois désigné sous le nom de Raimond-Bérenger II de Provence.
Il profite également de l'affaiblissement des Almoravides pour étendre ses possessions vers le sud. Chargé de la défense du royaume d'Aragon, il repousse d'abord les musulmans des terres qu'ils avaient enlevées aux Aragonais après la défaite de Fraga. Allié aux rois de León, Alphonse VII, et de Navarre, García V, il fait la conquête de la puissante cité d'Almería en 1144. Il s'empare ensuite des régions de Lérida et de Tortose entre 1147 et 1152, fixant les limites méridionales de la Catalogne.
Raimond-Bérenger IV affronte également les comtes de Toulouse, Alphonse Jourdain et son fils Raymond V, dans le sud du royaume de France et en Provence, au cours de la « grande guerre méridionale ». De grands seigneurs comme les vicomtes de la famille Trencavel, les comtes de Rodez et les vicomtes de Narbonne, changent fréquemment de camp, au gré de leurs intérêts et de la conjoncture politique du moment.

## Biographie

### Jeunesse
Raimond-Bérenger est le fils du comte de Barcelone, Raimond-Bérenger III, et de sa troisième épouse, Douce de Gévaudan. Celle-ci est l'héritière des comtés de Gévaudan, par son père, Gilbert Ier, et de Provence, par sa mère, Gerberge de Provence. Il naît en 1113 à Barcelone. Dès 1126, son père l'associe, avec son frère cadet, Bérenger-Raimond, au pouvoir, puisqu'il rencontre le roi d'Aragon, Alphonse Ier.
À la mort de Raimond-Bérenger III, le 19 juillet 1131, il hérite du comté de Barcelone et des autres comtés catalans, avec les comtés de Carcassonne et de Razès. Son frère Bérenger-Raimond, reçoit quant à lui l'héritage de leur mère, avec la Provence et le Gévaudan. Raimond-Bérenger IV s'entoure des mêmes conseillers que son père, comme l'archevêque de Tarragone, Oldegar (es), et sénéchal de Catalogne, Guillaume Raimond de Montcada.

### Règne

#### Premiers conflits dans le sud de la France
En 1132, le comte de Melgueil, Bernard IV, meurt en laissant sa fille Béatrice, âgée de sept ans, sous la garde conjointe du comte de Toulouse, Alphonse Jourdain, et du seigneur de Montpellier, Guilhem VI. Afin d'écarter Alphonse, Guilhem VI négocie les fiançailles de Béatrice avec le frère de Raimond-Bérenger IV, Bérenger-Raimond Ier.
En 1134 est tué à la bataille de Fraga le vicomte de Narbonne, Aymeri II. Profitant de la minorité de l'héritière, Ermengarde, Alphonse Jourdain se rend maître de Narbonne vers 1139,. À la fin de l'année 1142, Alphonse Jourdain prévoit même d'épouser Ermengarde : ce projet matrimonial, qui ferait passer de façon permanente la vicomté de Narbonne sous contrôle toulousain, menace directement les intérêts de Raimond-Bérenger IV. Fin 1142, une coalition de seigneurs méridionaux se réunit pour s'opposer aux projets du comte de Toulouse, avec l'appui de Raimond-Bérenger IV et sous la direction du chef de la famille Trencavel, Roger Ier, vicomte de Carcassonne, d'Albi et de Razès, qui lui rend hommage pour la vicomté de Carcassonne. Sur les conseils du comte de Barcelone, Ermengarde épouse Bernard d'Anduze, fidèle du vicomte Roger et cousin des seigneurs de Montpellier. En 1143, le comte Alphonse, vaincu par ses ennemis et fait prisonnier, est contraint de restituer Narbonne à Ermengarde. La même année, Raimond-Bérenger IV porte assistance au seigneur de Montpellier, qui était en difficulté à la suite d'une révolte nobiliaire.

#### La succession d'Aragon

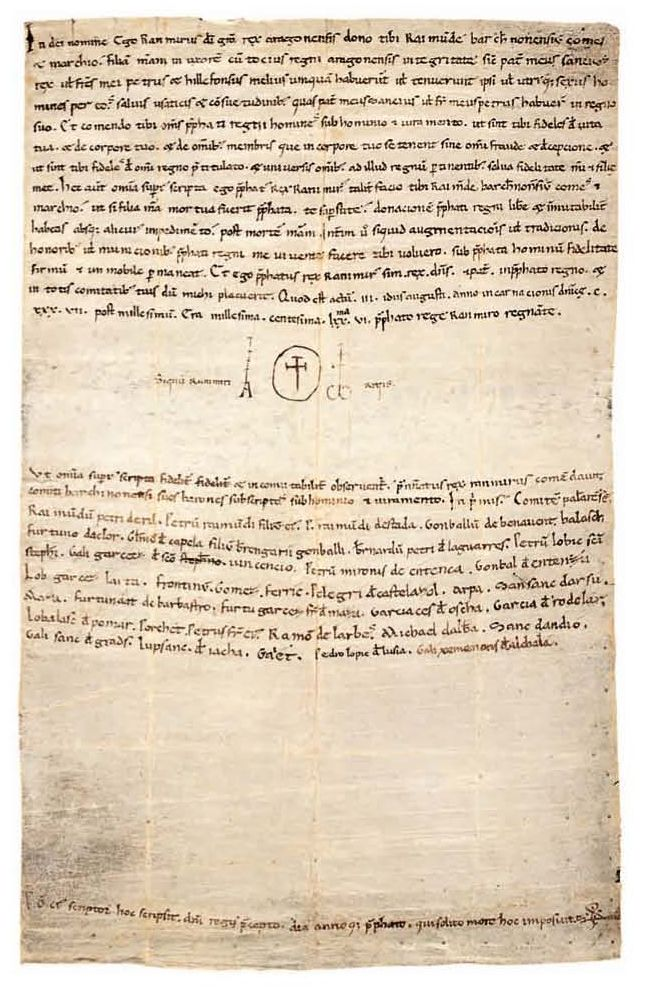
Charte originale des, le 11 août 1137.

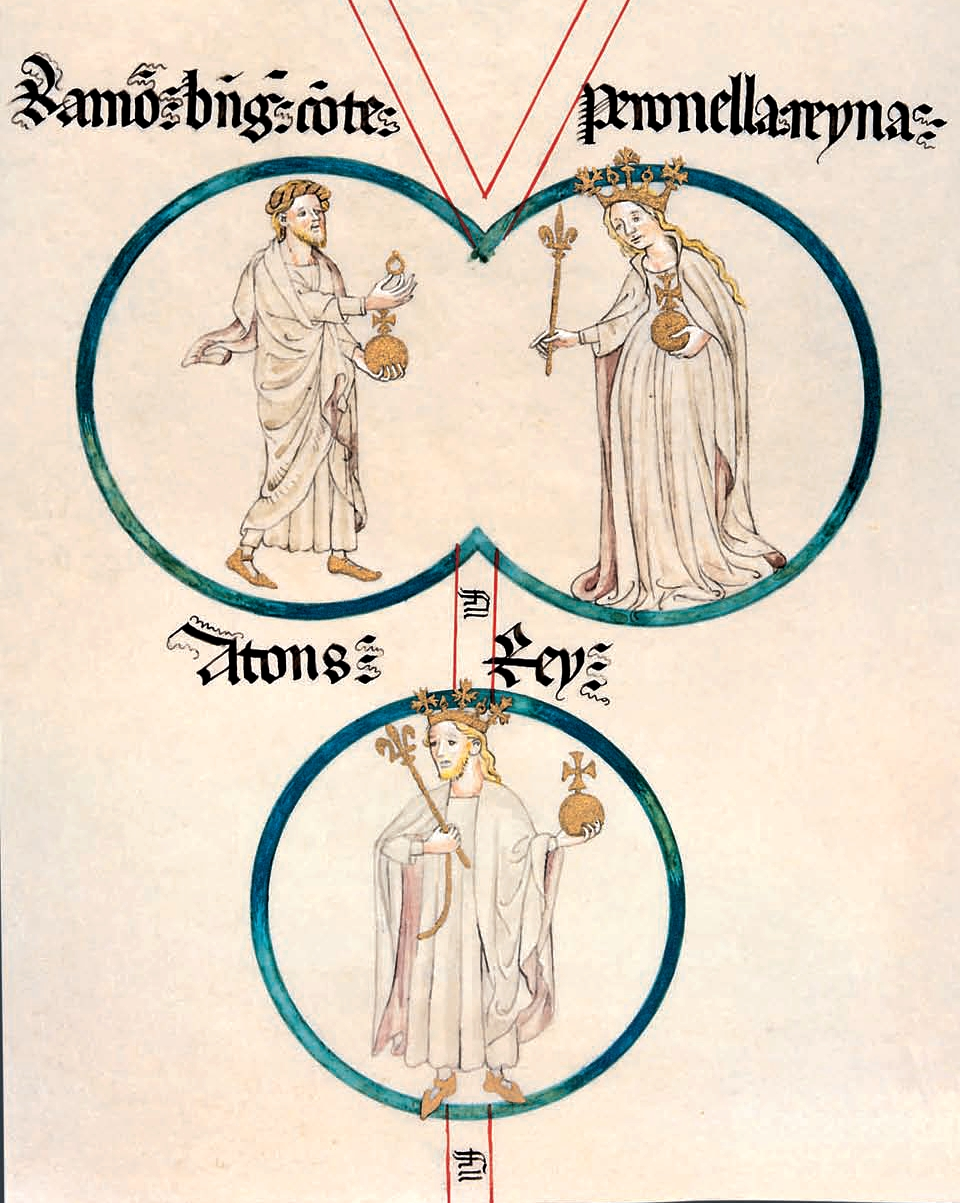
Représentation de Raimond-Bérenger IV, Pétronille et leur fils, Alphonse (Généalogie des rois d'Aragon, Abbaye de Poblet, vers 1400).

Durant les premières années de son règne, il entretient des relations compliquées avec son puissant voisin, le roi d'Aragon, qui poursuit l'expansion de son domaine au sud de l'Èbre, mais qui menace aussi les frontières des comtés de Raimond-Bérenger IV. En 1133, Alphonse Ier occupe Mequinenza et Horta de Sant Joan, avant de mettre la main sur toute la région entre le Matarraña et l'Ebre. La pression ne se relâche qu'en 1134, après l'échec d'Alphonse Ier devant Fraga, qui trouve la mort en faisant le siège de la ville.
En 1135, Raimond-Bérenger IV rencontre le frère et successeur d'Alphonse Ier, Ramire II, à Besalú. Celui-ci, consacré à la vie cléricale par ses parents, avait été moine à l'abbaye Saint-Pons de Thomières, puis à Saint-Pierre-le-Vieux de Huesca, avant d'être nommé évêque de Huesca et de Roda-Barbastro. Il avait été élu roi d'Aragon en 1134 par une assemblée de nobles aragonais réunis à Jaca et avait abandonné à regret la vie cléricale.
Le 11 août 1137, Raimond-Bérenger obtient de Ramire II la main de sa fille, âgée de seulement un an, Pétronille par les accords matrimoniaux de Barbastro (es). Le traité entre Raimond-Bérenger IV et son beau-père stipulait que ses descendants gouverneraient conjointement les deux Etats. Même si Pétronille mourait avant que le mariage soit consommé, le comte de Barcelone hériterait de la couronne d'Aragon. Les deux royaumes devraient conserver leurs lois propres, leurs institutions et leur autonomie, et rester distinct sur le plan des lois mais unis sous le règne d'une seule dynastie. Cet accord permettait à la Catalogne et à l'Aragon de gagner en force et en sécurité. D'un autre côté, la formation du Portugal, qui faisait sécession de la Castille, contribua à l'équilibre entre les différents royaumes chrétiens de la péninsule.
Le 13 septembre, Ramire II transmet tous ses pouvoirs à son gendre, sans toutefois abdiquer : ne conservant que le titre de roi d'Aragon, il retrouve la vie monastique et se retire dans le monastère Saint-Pierre-le-Vieux. Raimond-Bérenger IV reçoit les serments de fidélité des nobles aragonais à Huesca et prend la tête des deux États avec le titre de comte de Barcelone et « prince » d'Aragon. Il quitte ensuite l'Aragon et emmène Pétronille à la cour de Barcelone.
La situation ne satisfaisait cependant pas les ordres militaires des Templiers, des Hospitaliers de l'ordre de Saint-Jean de Jérusalem et du Saint-Sépulcre, qui avaient été désignés en 1131 par Alphonse Ier comme ses héritiers,, avant d'être écartés par les partisans de Ramire II. En 1140, Raimond-Bérenger IV trouve un accord avec les Hospitaliers, puis avec les chevaliers du Saint-Sépulcre en 1141, et enfin les chevaliers du Temple en 1143. Ces accords sont conclus après que le comte ait fait d'importantes concessions et donations aux ordres militaires. Le pape Adrien IV confirme plus tard, en 1153, ces accords, par une bulle.

#### Les tentatives navarraises
Le royaume de Navarre, soumis à Alphonse Ier d'Aragon, avait repris son indépendance en 1134, les nobles navarrais se choisissant García V comme roi. Dès 1138, Raimond-Bérenger IV œuvre à la réincorporation de la Navarre, sans succès. Il obtient seulement, en 1154, du pape Anastase IV, que les diocèses de Navarre, d'Aragon et de Catalogne soient soumis à l'archevêché de Tarragone.

#### Premières expéditions contre les musulmans

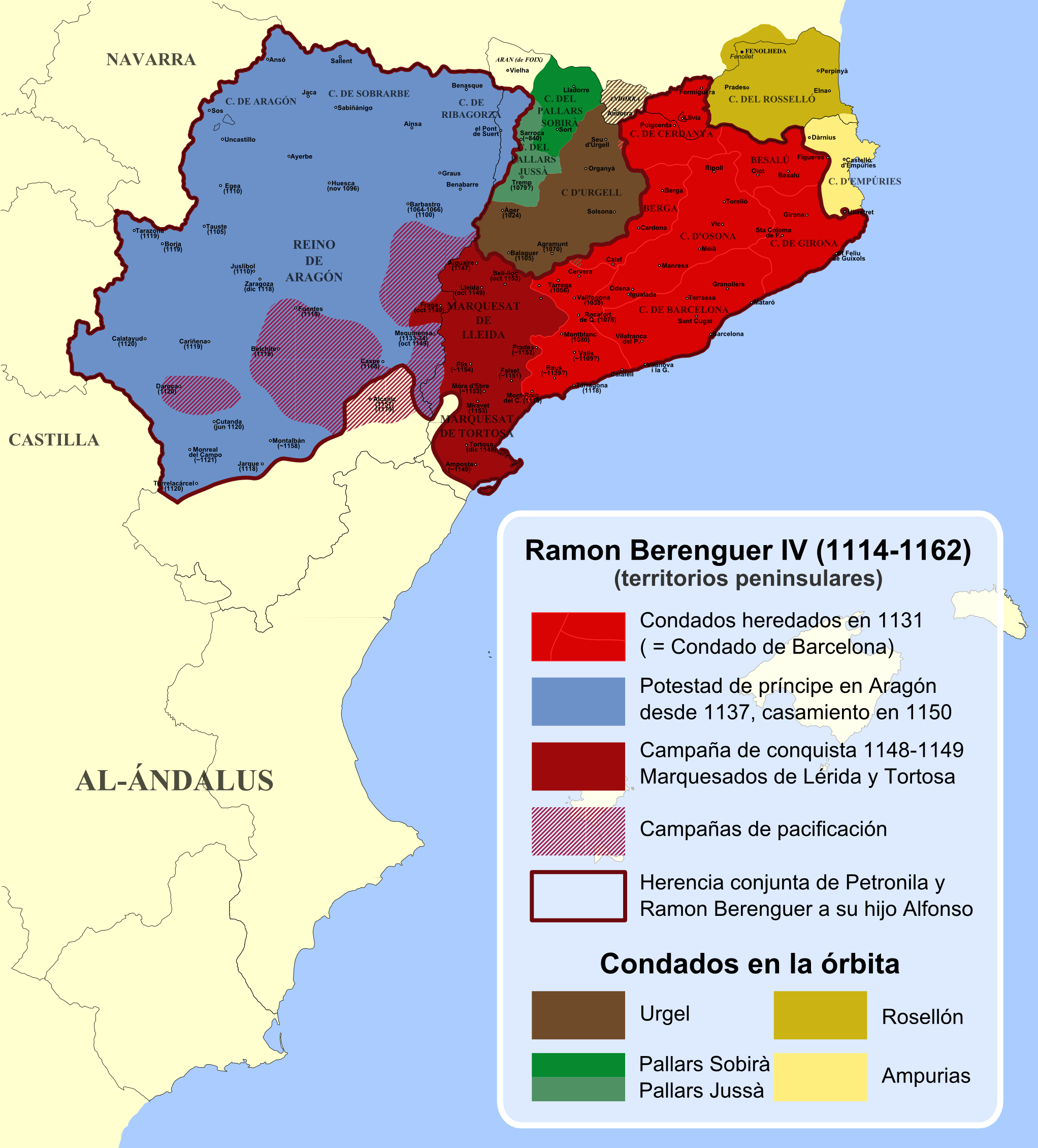
Les conquêtes de Raimond-Bérenger IV.

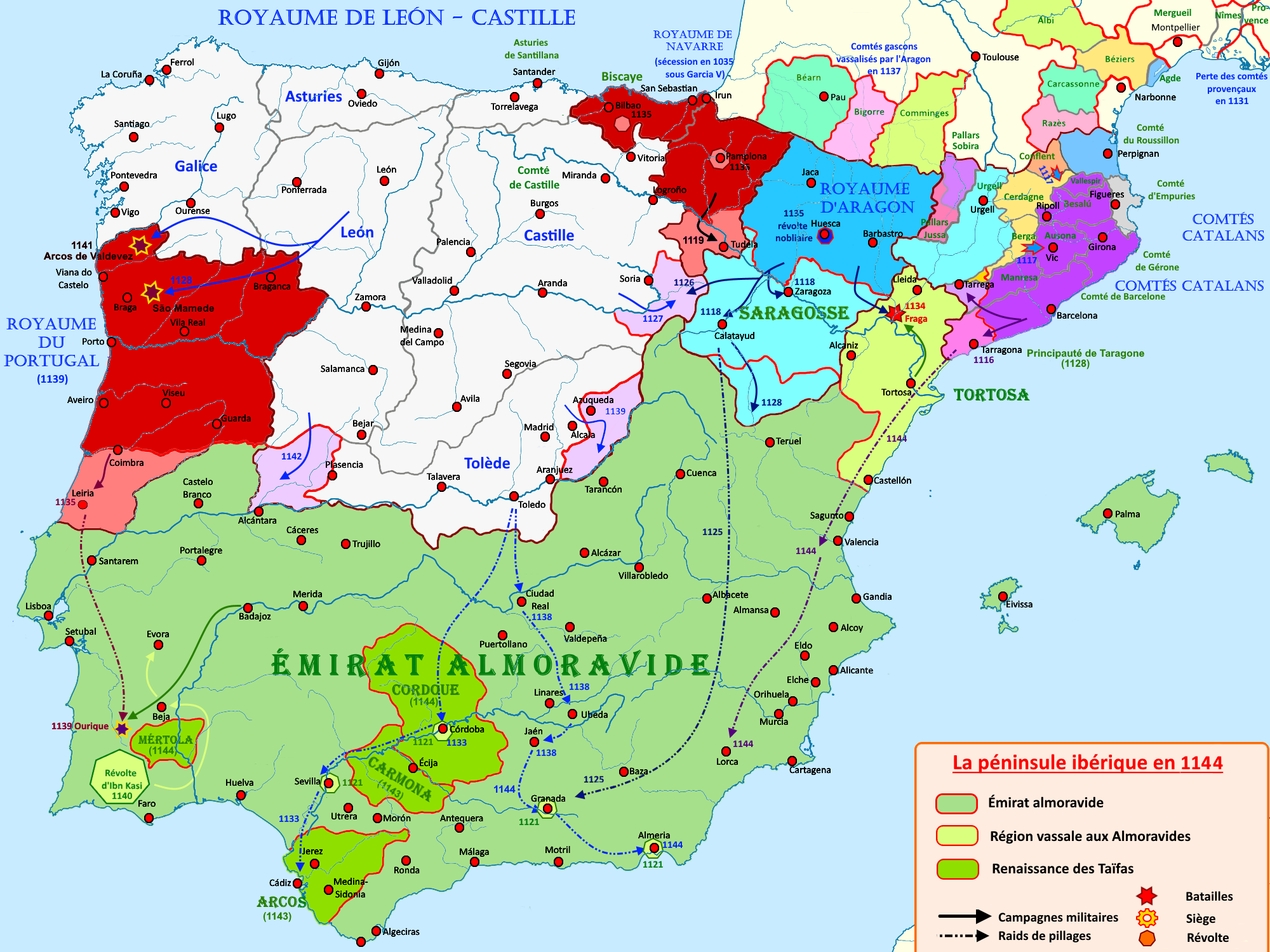
Le comté de Barcelone de 1115 à 1144.

Rapidement, Raimond-Bérenger IV entame la reconquête de plusieurs villes aragonaises, perdues à la suite de la défaite de Fraga : en 1141, il a déjà repris, dans la vallée de l'Ebre, Pina de Ebro et Velilla de Ebro, et dans la vallée du Cinca, Alcolea de Cinca et Chalamera. En 1142, c'est au tour de Monzón, tandis qu'il organise le repeuplement de Daroca.
Il cherche à gagner le soutien du roi de León, Alphonse VII, qui avait espéré obtenir la main de Pétronille en 1136. Raimond-Bérenger IV lui cède Soria avec toutes les possessions aragonaises au-delà du Système ibérique. Il accepte également une suzeraineté théorique du roi de León sur les terres qui faisaient partie de l'ancien royaume taïfa de Saragosse.
En 1144 éclate une révolte des nobles d'al-Andalus contre les Almoravides, considérés comme des intrus par les musulmans d'Espagne, accusés d'avoir saccagé la culture raffinée des royaumes taïfas. Mais les rebelles manquent de coordination et les différentes factions se divisent et se combattent les unes les autres, donnant naissance à de nouveaux royaumes taïfas. Souhaitant profiter de la situation chaotique d'al-Andalus, Raimond-Bérenger IV organise plusieurs expéditions. En 1144, il mène une expédition qui parvient à Lorca, dans le royaume taïfa de Murcie. En 1146, ses opérations le mènent jusqu'à Valence. L'année suivante, il cherche à pacifier complètement la basse vallée du Cinca, progresse vers Fraga, et s'empare d'Ontiñena.

#### La question provençale
À la mort de son frère, en 1144, Raimond-Bérenger IV reçoit la tutelle de son neveu, Raimond-Bérenger, et de la Provence. Il se trouve confronté à la révolte des seigneurs des Baux, soutenus par Alphonse Jourdain, entre 1145 et 1146.

#### La croisade contre Almeria
Alphonse VII conclut en novembre 1146 la paix à San Esteban de Gormaz avec le roi de Navarre García V et Raimond-Bérenger IV, afin de mettre fin temporairement à la guerre de succession navarro-aragonaise. Son but est de les rallier afin de préparer une croisade contre Almería pour l'année suivante. Il obtient même l'appui du pape Eugène III, qui convoque en 1147 une nouvelle croisade contre les Almoravides, accordant aux croisés les mêmes avantages que ceux qui participent à la deuxième croisade d'Orient, partie la même année.
Almeria est alors le principal centre commercial d'al-Andalus et une base pour les pirates. Les Génois apportent leur aide à la croisade et envoient 63 galères et 163 petits bateaux à Barcelone, auxquels s'ajoutent 15 galères qui font déjà route vers le cap de Gata. L'armée d'Alphonse VII, à laquelle se sont joints Garcie V et le comte d'Urgell, Armengol VI, quitte Tolède en mai et parvient devant Medinaceli en juillet. L'armée de Raimond-Bérenger IV, accompagné du seigneur de Montpellier, Guilhem VI, avance par mer avec l'aide des Génois et même des Pisans venus de Minorque. À la fin du mois d'août, l'armée de Raimond-Bérenger IV débarque devant Almeria avec les machines de guerre, les catapultes et les tours de siège, tandis qu'arrive Alphonse VII. Le 18 octobre, la ville est prise d'assaut par plus de 12 000 hommes. Une partie de la population est massacrée, tandis que l'autre est faite prisonnier. Le 22 octobre, l'alcazaba tombe aux mains des croisés qui font un butin de 30 millions de maravédis.

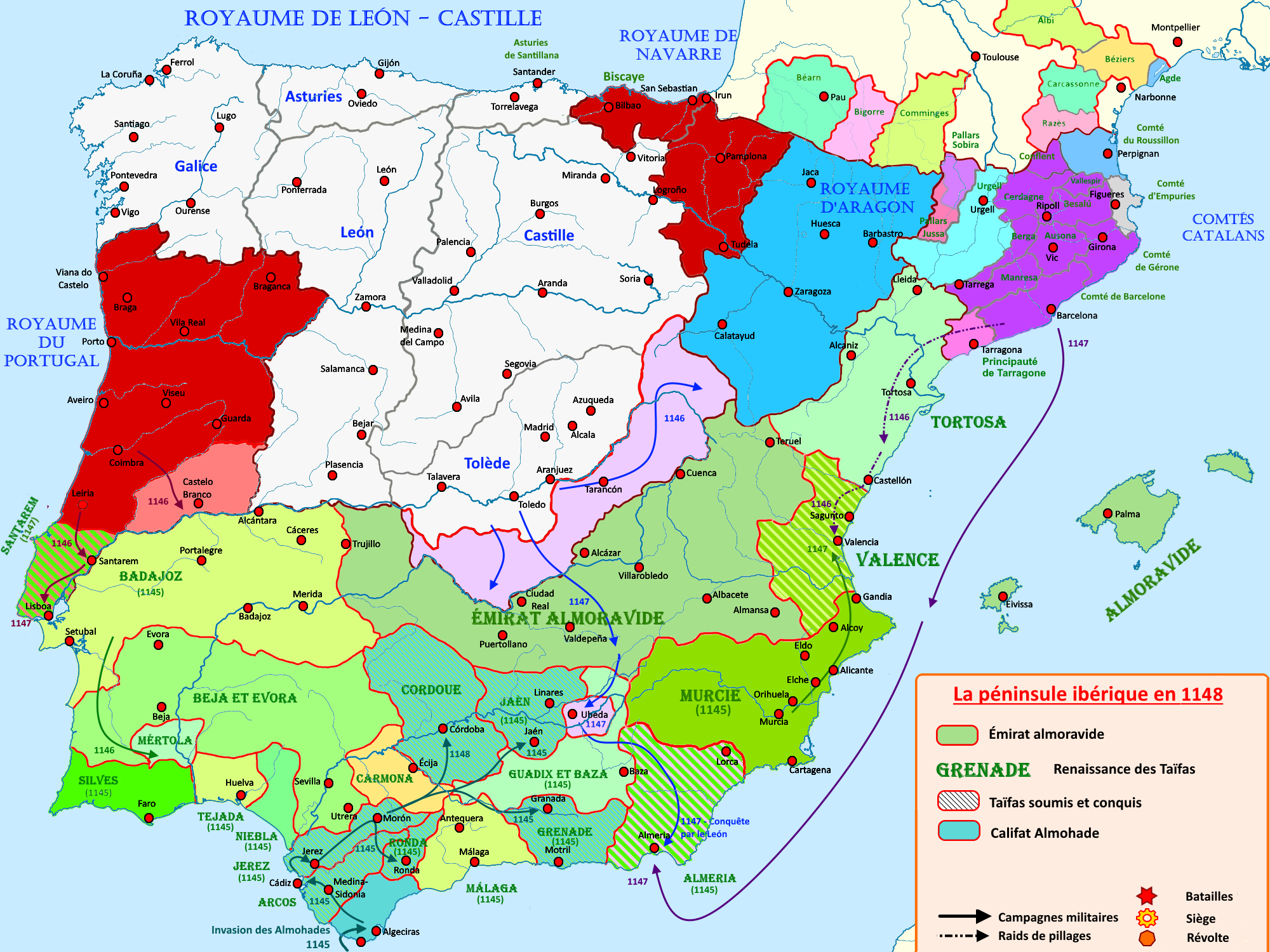
Le comté de Barcelone de 1144 à 1148.

#### La conquête de la Nouvelle-Catalogne
En 1147, Raimond-Bérenger IV et Armengol VI organisent la conquête de Lérida. Le comte de Barcelone concentre ses forces à Gardeny en 1149. Au mois d'octobre, l'attaque est menée simultanément contre Lérida, Fraga et Mequinenza : les trois villes tombent rapidement entre les mains de Raimond-Bérenger IV. Les nouveaux territoires ne sont cependant pas annexés au comté de Barcelone. Ils constituent les domaines de la Nouvelle Catalogne, avec le marquisat de Tortose et le duché de Lérida. Vers 1152, Raimond-Bérenger IV conquiert le château de Miravet, qu'il cède aux Templiers, et une quarantaine d'autres forteresses le long de l'Ebre. L'année suivante, il s'empare de Siurana et des montagnes de Prades (es).

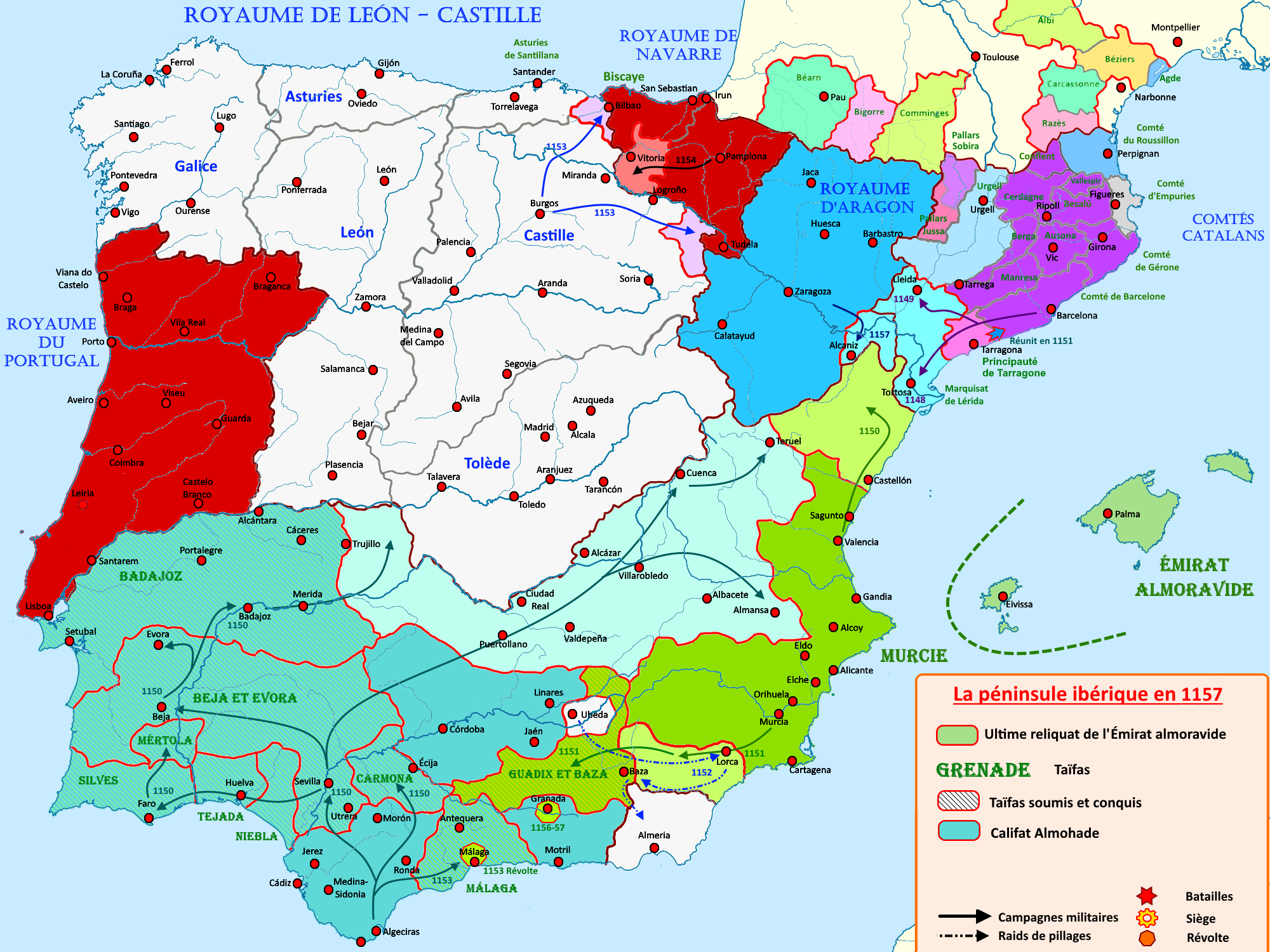
Le comté de Barcelone de 1148 à 1157.

Raimond-Bérenger IV souhaite également s'emparer définitivement de Valence et de Murcie. Pour cela, il obtient des Génois une promesse d'aide. En 1148, il noue des liens étroits avec le roi de Valence et de Murcie, Muhammad ibn Mardanis. En 1151, il signe avec Alphonse VII le traité de Tudèle, par lequel le roi de León lui laisse les mains libres dans les royaumes de Valence et de Murcie, jusqu'au cap de Gata, en échange d'une reconnaissance théorique de vassalité.

#### La «grande guerre méridionale»

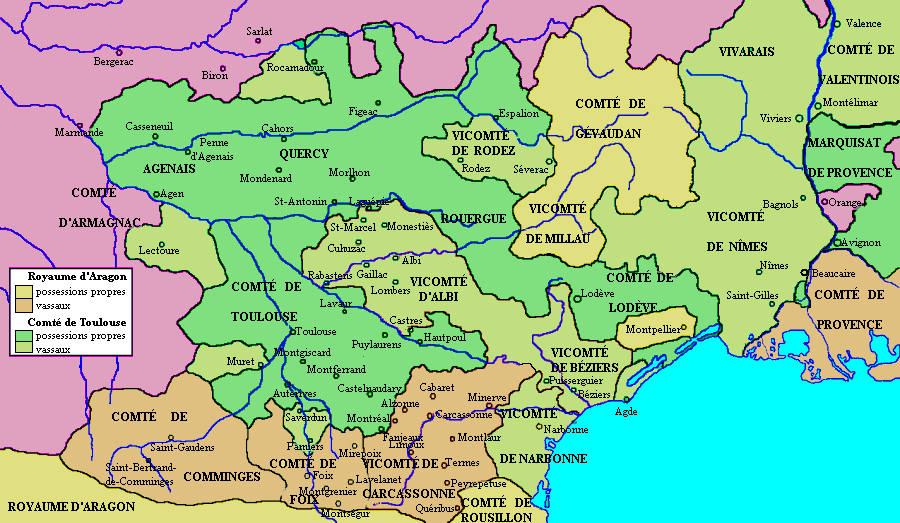
Les fiefs toulousains et barcelonais dans le sud du royaume de France en 1209.

En 1150, à la mort de Roger Ier Trencavel, Raimond-Bérenger IV conserve l'hommage de son frère et héritier, Raimond Ier, déjà vicomte de Béziers. Le clan barcelonais se renforce avec le mariage d'une sœur de Raymond Ier avec le comte de Foix, Roger-Bernard Ier. C'est également à ce moment que Raimond-Bérenger IV fonde le abbaye de Poblet, qu'il donne aux moines cisterciens de l'abbaye de Fontfroide, dont l'abbé est justement un de ses parents, Sanche de Provence.
Mais la chance tourne cette fois en faveur du nouveau comte de Toulouse, Raymond V : le 10 janvier 1153, il capture Raymond Ier Trencavel et plusieurs de ses vassaux, tels que le seigneur de Montpellier, Guilhem VII, alors qu'ils mènent une razzia dans le comté de Toulouse : ils ne sont libérés contre une rançon de 3 000 marcs d’argent qu'en juin 1155.
Au retour de la Deuxième croisade, le roi de France Louis VII se sépare de son épouse Aliénor, duchesse d'Aquitaine et comtesse de Poitiers. Celle-ci se remarie huit semaines plus tard, le 18 mai 1152, avec Henri Plantagenêt, duc de Normandie, comte d'Anjou, du Maine et de Tours et, deux ans plus tard, roi d’Angleterre. Or Aliénor possède des droits sur le comté de Toulouse et Henri II Plantagenêt reprend à son compte ses prétentions et s’allie avec, Raimond-Bérenger IV. Leur coalition rallie Raymond Ier Trencavel et Ermengarde de Narbonne. Pour contrebalancer cette menace, Raymond V épouse en 1154 Constance, sœur du roi Louis VII. En 1155, de retour d'un pèlerinage à Saint-Jacques-de-Compostelle, Louis VII rencontre successivement le roi de Navarre, à Jaca, puis Raymond V à Toulouse.
En 1156, Raimond-Bérenger IV obtient du vicomte de Béarn qu'il reconnaisse sa suzeraineté.
La Provence relevant du Saint-Empire, Raymond V et Raimond-Bérenger IV cherchent chacun à se rallier l'empereur Frédéric Barberousse. En 1161 se tient un concile à Toulouse, afin de choisir qui de Victor IV ou d'Alexandre III doit être pape. La majorité des évêques et des cardinaux, suivis de Louis VII, Henri II et Raimond-Bérenger IV, choisit Alexandre III, tandis que Frédéric Ier, soutenu par Raymond V, penche pour Victor IV. Afin de ne pas affaiblir sa position vis-à-vis de l'empereur, Raimond-Bérenger IV de Barcelone accepte de se rapprocher de Raymond V et conclut la paix avec lui. Il soutient également le mariage de Richezza de Pologne, une cousine de Frédéric Barberousse et veuve d'Alphonse VII, avec son neveu, Raimond-Bérenger III de Provence.

### Décès et testament

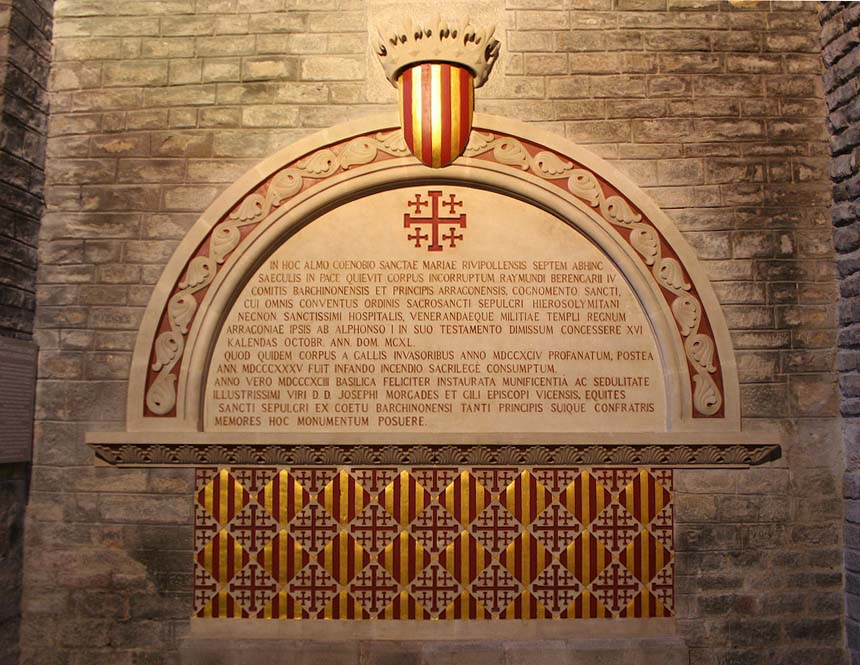
Cénotaphe de Raimond-Bérenger IV, placé dans le monastère de Ripoll en 1893.

Sur la route de Turin, pour rencontrer l'empereur Frédéric Ier Barberousse, Raimond-Bérenger IV tombe malade. Il rédige son testament le 4 août 1162 et meurt deux jours plus tard, à Borgo San Dalmazzo. Le corps du comte est transporté de Borgo San Dalmazzo au monastère de Ripoll, où il est enterré. Raimond-Bérenger IV est d'ailleurs le dernier comte de Barcelone enterré dans ce monastère : son successeur, Alphonse II d'Aragon, fait le choix du abbaye de Poblet, qu'il avait fondé en 1150.
Le testament du comte dispose que son fils aîné, Raimond (le futur Alphonse II), hérite du comté de Barcelone et de tous les territoires qui ont été conquis, sauf le comté de Cerdagne, avec le Berguedà, le Conflent, le Capcir et le Donezan, qui est donnée à son fils cadet, Pierre (le futur Raimond-Bérenger). Pierre reçoit également la suzeraineté sur les comtés de Carcassonne et de Razès et les droits sur la vicomté de Narbonne. Pétronille reçoit Besalú et Ribes. Enfin, Raimond-Bérenger IV confie la protection de ses fils et de ses terres au roi d'Angleterre, Henri II.
D'après la Gesta comitum barchinonensium, le sarcophage de Raimond-Bérenger IV aurait été couvert de plaques d'argent et de pierres précieuses. Mais en juin 1794, les richesses du sarcophage disparaissent à la suite du pillage du monastère par les troupes françaises. En 1835, les miquelets d'Isabelle II incendient le monastère et, après un procès, mettent le feu à la dépouille momifiée de Raimond-Bérenger IV. En 1893, un cénotaphe est construit et placé dans l'église abbatiale.

## Mariage et enfants
En août 1150, Raimond-Bérenger IV épouse Pétronille d'Aragon, fille du roi d'Aragon Ramire II le Moine et d'Agnès de Poitiers, fille du duc d'Aquitaine Guillaume IX le Troubadour et de son épouse Philippa de Toulouse. Ils ont ensemble plusieurs enfants :
- Pierre (1152 - avant 1158) ;
- Raimond (1157 - 1196), roi d'Aragon et comte de Barcelone sous le nom d'Alphonse II (1162 - 1196) ;
- Pierre (1158 - 1181), comte de Provence sous le nom de Raimond-Bérenger IV (1173 - 1181) ;
- Douce (1160 - 1198), mariée en 1168 au roi de Portugal, Sanche Ier ;
- Sanche (1161 - 1223), comte de Cerdagne (1161 - 1223) et lieutenant de Provence (1181 - 1184).

Il a également un fils naturel, né d'une mère inconnue :
- Bérenger (mort en 1211/1212), abbé de Montearagón, évêque de Lérida et archevêque de Narbonne.

## Héraldique

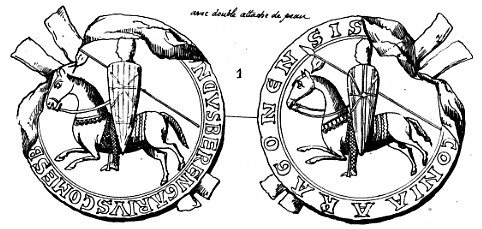
Sceau biface de Raimond-Bérenger IV de Barcelone. Usage avéré en 1150. Pourrait dater de 1144/46. Dessin de Joseph Laugier, publié en 1860.

Le sceau de Raimond-Bérenger IV de Barcelone est l'un des premiers sceaux équestres armorié, ce qui constitue une étape importante dans le processus de naissance des armoiries. Il pourrait dater de 1144, même s'il est traditionnellement daté de 1150,.
Le palé utilisé par Raimond-Bérenger IV de Barcelone dans ses armoiries pourrait être, selon Michel Pastoureau, un héritage de l'ancien royaume de Bourgogne disparu en 1032. Selon Jean-François Nieus, cette hypothèse ne permet pas d'établir si ce palé est un emblème territorial ou familial, puisque Raimond-Bérenger IV est issu du mariage de Douce, héritière de la Provence, et de Raimond-Bérenger III de Barcelone.